# 九龍塘宣道小學

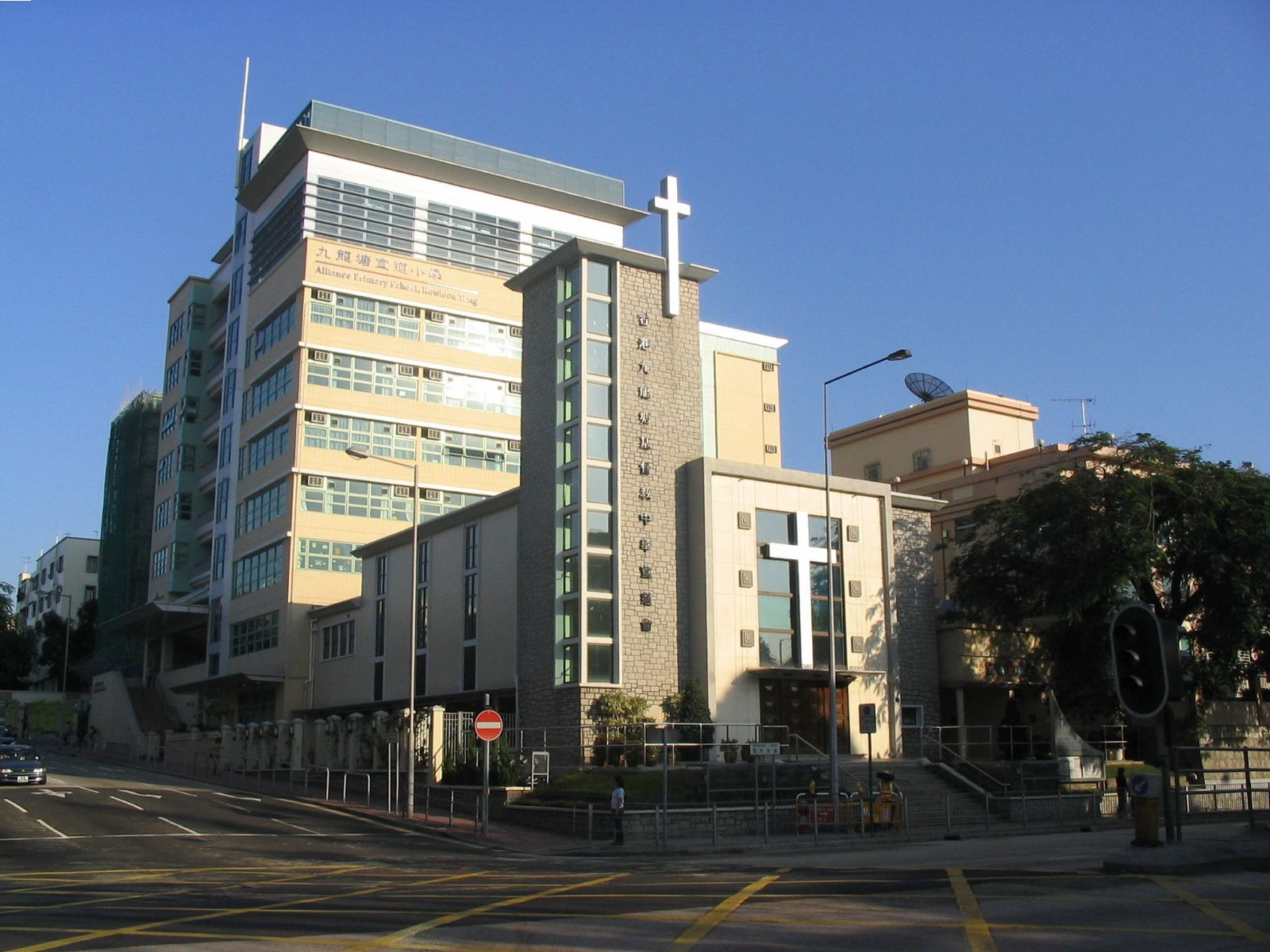
九龍塘宣道小學與九龍塘宣道會（圖中前方）

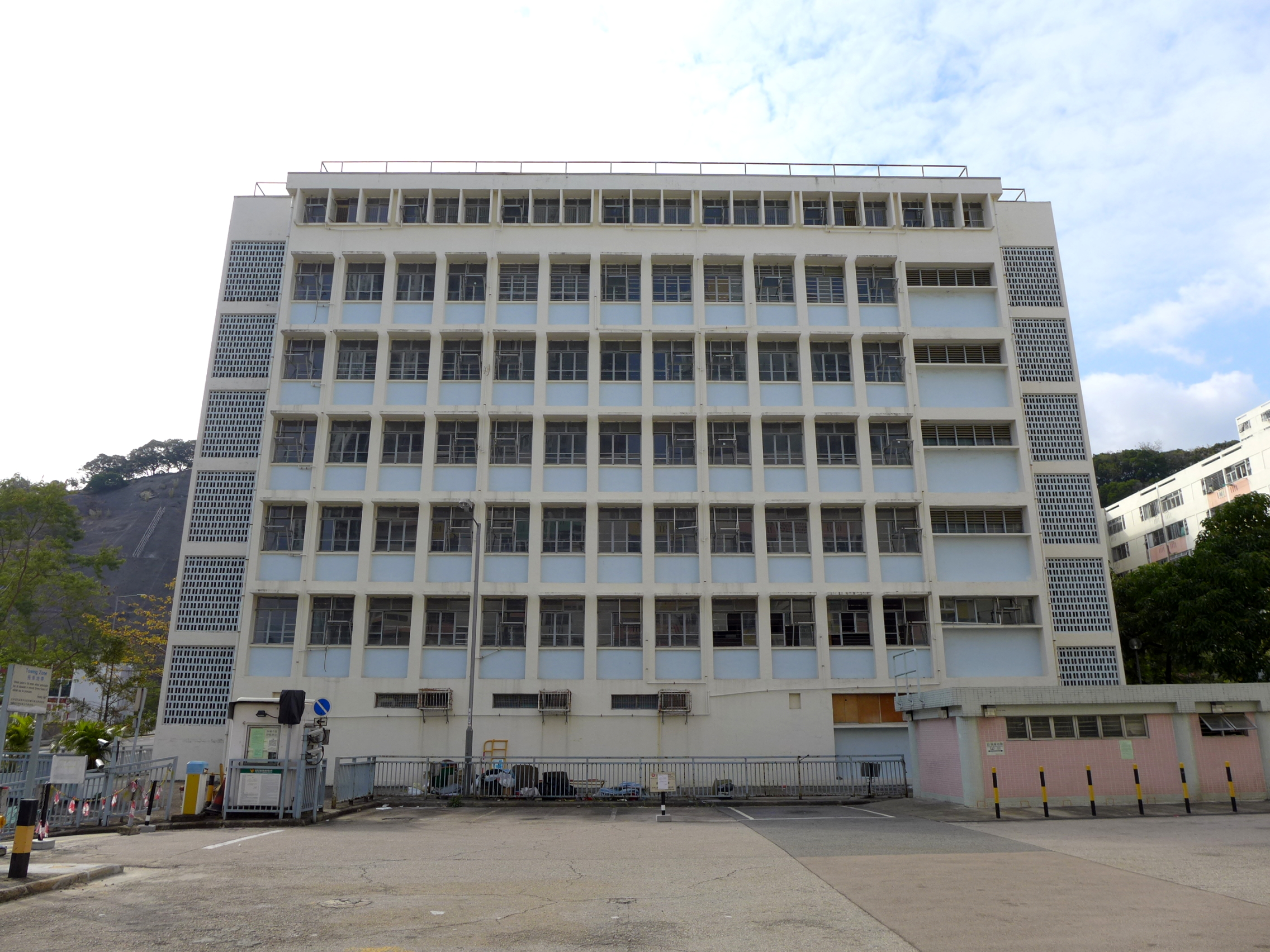
九龍塘宣道小學位於白田邨的臨時校舍

九龍塘宣道小學（英語：Alliance Primary School, Kowloon Tong）是香港的一所非牟利私立全日制小學，亦是香港九龍塘基督教中華宣道會屬下的小學，於1955年創辦。

## 校政管理
歷任校監
- 黃謂儒 先生[1]
- 黃素珍 女士

歷任校長
- 崔鼎勳
- 杜陳碧麗女士
- 李關美梅 女士[1]
- 吳麗芬 女士

## 歷史
九龍塘宣道小學創辦時，校舍設於九龍仔蘭開夏道2號。為了配合政府推行的小學全日制政策，校舍於1998年在原址進行重建，校舍重建期間，暫使用紅磡黃埔花園德豐街黃埔宣道小學兩年作為臨時校舍，後再遷往石硤尾白田邨的小學校舍兩年作臨時校舍，新校舍已於2002年完成重建。
新校舍為一所符合現代學校校舍標準設計的校舍，樓面面積6243平方米，設有30個課室、禮堂、圖書館、室內運動場、音樂室及多媒體教室等。
九龍塘宣道小學於2002年度獲香港藝術發展局頒發學校組優秀藝術教育銀獎，亦分別於2005年及2006年獲世界管樂協會及北京市教育委員會分別邀請前往新加坡及北京進行交流及演出。

## 樓層分佈
- 地庫：九龍塘宣道會
- 地下：停車場
- 一樓：禮堂
- 二樓：宣道幼稚園（後梯與二樓不相連）, 活動室
- 三樓：校務處、圖書館、閱讀室、1A、1B,1C、教員休息室
- 四樓：電腦室、輔導室、1D,2A,2B,2C,2D,1E
- 五樓：音樂室、3A、3B, 3C, 3D, 5A, 5B、備用課室
- 六樓：美勞室、4A, 4B, 4C, 4D, 5C, 5D、備用課室
- 七樓：體育館、視聽室、6A, 6B, 6C、影印間
- 八樓：教員室
- 九樓：教員休息室
- 十樓（天台）：空調機房

## 爭議

### 教師被指教材散播港獨信息被終身釘牌和禁足學校
2020年10月5日，多間媒體報道，教育局指一名教師設計的校本教案、教學材料和工作紙，有計劃地散播「港獨」信息為由，於9月底取消其教師註冊，並向該校校長、副校長發出譴責信，表達對監管不力的不滿。教育局認為該名教師嚴重專業失德，提及是「很明顯，在課堂散播『港獨』信息不是一時疏忽，而是有計劃的行為，而當中不少內容屬扭曲和偏頗，對學生構成嚴重的損害」。教協強烈譴責教育局取消教師資格，並無認真聽取教師的答辯便進行判決，會協助教師上訴。
10月6日，教育局召開記者會，教育局副秘書長陳蕭淑芬指出，涉事教師設計的教案、教材和工作紙的主題與港獨有關，而教案顯示課堂有85分鐘時間講解前香港民族黨及港獨，並觸及藏獨、疆獨、台獨、粵獨等議題，質疑相關課時之長明顯宣揚港獨和分裂國土信息，形容「香港民族黨已被列為非法組職，教師花大量時間介紹一個非法組織，重點就是宣揚這組織的港獨政綱」。她也稱教師涉事要求學生在課堂上作政治表態，「是任何教育工作者、家長以至社會大眾不能接受，更何況是年幼的小五學生？」她也表示教案有不少扭曲及偏頗的內容，認為是「明顯是帶給學生極度錯誤的信息及歪曲概念」。教育局形容工作紙提及學生觀看陳浩天訪問片段後，提出港獨的原因，有關問題明顯是將港獨思想強加於學生。
教育局長楊潤雄表示，學校任何年級均毋須討論港獨，認為教師需讓學生明白現實本港憲政體制，解釋為何港獨不可行。反問「要求小五學生理解、討論及就該議題表態，是否專業老師應該的做法？」
不過知情人士透露，校方早在2019年9月收到教育局轉介投訴後，已經展開內部調查，內部調查發現涉事課堂和教材沒有散佈與港獨相關的訊息，而涉事工作紙屬於「生活教育科」常用的教材，早在2019年3月反修例運動爆發前已經設計，老師引用當時較熱門的香港民族黨議題作課堂例子，學校一直沒有收到任何投訴。涉事老師只負責製作工作紙及教案，並沒有教授相關科目。而校方向該科老師、學生了解後，認為課堂重點是教授言論自由，並非散播港獨信息。而事件中沒有老師受到處分和需要離職，反映校本調查結果與教育局說法完全相反。
有學校家長表示，被取消註冊老師熱心教學，用心教小朋友，不認為工作紙有宣揚港獨成分，對事件感到無奈，形容有恐嚇成分，事件絕對會收窄學校自由，擔心未來教師會自我審查。但也有家長贊成釘牌，表明日後更留意教材及功課。到同年10月9日，有舊生及學生家長發起聯署，在《蘋果日報》刊登頭版廣告聲援涉事教師及學生。而多個教育界團體也發起聯署，要求教育局撤回教師被終身釘牌的決定，1天內亦已獲2萬人參與。
11月10日《星島日報》報導九龍塘宣道小學教案 「不能逾越的紅線」全文。內容包括講解香港民族黨部分政綱，並建議如同學贊成此項政綱，可著學生舉手示意。

該師因其自編教材被認傳播港獨而被除牌一事造成不少香港學校教師於課堂上自我審查，如有不具明中學通識科教師接受眾新聞記者訪談時提到他身邊部份同事因擔心踩線不但避談爭議議題，甚至不會多談政治議題、民主黨員黃碧雲提及有小學老師以後不講時事，左校亦未能倖免。香港教育工作者聯會理事、北角培僑中學公民與社會發展科教師丁江浩就表示，公社科多出通識科沒有的《港區國安法》，教育局簡報只列出法律條文而缺實例，過於單調，他跟校內多名同事冒險自編教材，當中說明《國安法》四宗罪時附相關新聞圖片，其中有一張照片有遊行人士舉港獨旗，但因該教師被除牌而將該照片之港獨旗以「X」圖案遮蓋。

## 其他宣道小學
- 大坑東宣道小學（页面存档备份，存于）
- 黃埔宣道小學（页面存档备份，存于）
- 宣道會葉紹蔭紀念小學（页面存档备份，存于）
- 上水宣道小學（页面存档备份，存于）

## 著名/傑出校友
- 林夕（梁偉文）：香港著名填詞人、商業電台創作總監[16]
- 梁德輝：香港電台唱片騎師
- 盧頌萱：前有線電視新聞主播
- 潘曉彤：香港電視藝員
- 鄭敬基：香港男藝人[17]
- 陳華國：香港著名舞台服裝設計師[註 1]
- 丁新豹：香港歷史學家，曾任香港歷史博物館總館長，現為香港大學中文學院名譽教授、香港中文大學歷史系客席教授、比較及公眾歷史研究中心名譽高級研究員[18]
- 黎文軒：前香港消防處處長
- 白原顥：香港電台唱片騎師
- 陳秋霞：香港女藝人（1968年）[19]
- 彭鍵基：香港高等法院原訟法庭法官[20]

## 外部連結
- 九龍塘宣道小學（页面存档备份，存于）